# Протомах (военачальник Александра Македонского)
Протомах (др.-греч. Πρωτόμαχος) — военачальник Александра Македонского.
Протомах был македонянином. Другие детали его происхождения неизвестны.
Единственное упоминание Протомаха в античных источниках содержится у Арриана при описании диспозиции сторон перед битвой при Иссе 333 года до н. э. Протомах командовал лёгкой конницей-продромой на правом крыле. Это подразделение выполняло роль застрельщиков в начале сражения.
Протомах сменил на должности командира продромов Аминту или Гегелоха, предположительно, весной 333 года до н. э. в Гордионе. Однако его пребывание на этом посту было недолгим. Уже в битве при Гавгамелах 331 года до н. э. продромами руководил Арета.
О дальнейшей судьбе Протомаха ничего неизвестно.